# Touba (district, Lisso)
Touba est l'un des districts de la sous-préfecture de Lisso, situé dans la préfecture de Boffa en république de Guinée,

## Géographie

### Démographie
- En 2014, le district comptait 2 318 habitants selon les RGPH 2014,page 138[3].